# Burgschleinitz-Kühnring
Burgschleinitz-Kühnring är en kommun  i Österrike. Den ligger i distriktet Horn i förbundslandet Niederösterreich. Huvudorten Burgschleinitz ligger 60 km nordväst om huvudstaden Wien. 
Kommunen består av 10 orter (Ortschaften) (inom parentes invånarantal 1 januari 2024):

- Amelsdorf (50)
- Burgschleinitz (370)
- Buttendorf (73)
- Harmannsdorf (80)
- Kühnring (325)
- Matzelsdorf (60)
- Reinprechtspölla (160)
- Sachsendorf (40)
- Sonndorf (23)
- Zogelsdorf (129)